# Alexi Peuget
Alexi Peuget est un footballeur français né le 18 décembre 1990 à Mulhouse en France. Il évolue actuellement au poste de milieu défensif au GFA Rumilly-Vallières. Il est le fils de Jean-Michel Peuget, ancien footballeur également.

## Biographie
Il commence le football au Jura Sud Foot en 1996 et y reste jusqu'en 2007.
Il signe alors au RC Strasbourg. Lors de sa première saison, il doit « s’adapter et rattraper mon retard » par rapport à ceux qui ont « grandi au centre de formation ». Néanmoins, il se voit offrir sa chance en fin de saison, puisqu'il joue six matchs avec la réserve en mai 2008 dont quatre en CFA et deux en coupe d'Alsace, trophée qu'il remporte. La saison suivante, il devient capitaine de la réserve, où il joue 32 matchs de championnat pour deux buts marqués, buts marqués lors de la victoire de son équipe 2-0 à Vesoul. En 2009-2010, il débute huit des neuf premiers matchs de la saison, avant se blesser gravement (rupture du ligament croisé du genou) face à l'équipe réserve du Racing Club de Lens, le 11 octobre 2009. Il ne joue donc plus de la saison. Il passe néanmoins professionnel à Strasbourg, puisque le club lui offre une année de contrat. La saison 2010-2011 du Racing Club de Strasbourg se passe en National après la relégation du club la saison précédente. Alexi joue 25 matchs de championnat pour deux buts mais son club ne réussit pas à remonter en Ligue 2.
Il n'est pas prolongé par Strasbourg, et signe alors au Stade de Reims en juin 2011. Lors de la saison 2011-2012, il joue 14 matchs toutes compétitions pour Reims (dont 7 titularisations) pour un bilan d'un but et d'une passe décisive. Lors des deux saisons suivantes (2012-2013 et 2013-2014), il ne joue que 4 matchs pour Reims. Ainsi, il est prêté à Châteauroux en janvier 2014 afin « de [vouloir] jouer plus régulièrement ». Il s'impose vite dans sa nouvelle équipe et joue 15 matchs (pour un but) mais il se blesse sérieusement au genou lors de l'avant-dernier match de championnat face à Créteil.
Après son prêt, il se soigne puis il effectue une dizaine d'apparitions avec l'équipe première toutes en 2015. Le 26 avril 2015, lors de la 34e journée du championnat, il marque même son premier but en Ligue 1 face à l'Olympique lyonnais.
En 2015-2016, il commence la saison dans la peau d'un titulaire.
En juin 2017, Peuget rejoint le Grenoble Foot 38.

## Statistiques
| Saison                | Club                      | Championnat           | Championnat | Championnat | Coupe nationale | Coupe nationale | Coupe de la Ligue | Coupe de la Ligue | Total | Total |
| Saison                | Club                      | Division              | M.          | B.          | M.              | B.              | M.                | B.                | M.    | B.    |
| 2010-2011             | RC Strasbourg             | National              | 25          | 2           | 2               | 0               | 1                 | 0                 | 28    | 2     |
| 2011-2012             | Stade de Reims            | Ligue 2               | 12          | 0           | 1               | 1               | 1                 | 0                 | 14    | 1     |
| 2012-2013             | Stade de Reims            | Ligue 1               | 1           | 0           | -               | -               | -                 | -                 | 1     | 0     |
| 2013-2014             | Stade de Reims            | Ligue 1               | 2           | 0           | 1               | 0               | -                 | -                 | 3     | 0     |
| 2014-2015             | Stade de Reims            | Ligue 1               | 9           | 1           | 1               | 0               | -                 | -                 | 10    | 1     |
| 2015-2016             | Stade de Reims            | Ligue 1               | 12          | 0           | 1               | 0               | 1                 | 0                 | 14    | 0     |
| 2016-2017             | Stade de Reims            | Ligue 2               | 1           | 1           | -               | -               | -                 | -                 | 1     | 1     |
| Sous-total            | Sous-total                | Sous-total            | 37          | 2           | 4               | 1               | 2                 | 0                 | 43    | 3     |
| 2013-2014             | LB Châteauroux (prêt)     | Ligue 2               | 15          | 1           | -               | -               | -                 | -                 | 15    | 1     |
| 2017-2018             | Grenoble Foot 38          | National              | 3           | 0           | 1               | 0               | -                 | -                 | 4     | 0     |
| 2018-2019             | Jura Sud Foot             | National 2            | 23          | 2           | -               | -               | -                 | -                 | 23    | 2     |
| 2019-2020             | Union sportive Saint-Malo | National 2            | 19          | 2           | -               | -               | -                 | -                 | 19    | 2     |
| 2020-2021             | GFA Rumilly-Vallières     | National 2            | 8           | 0           | 6               | 4               | -                 | -                 | 14    | 4     |
| 2021-2022             | GFA Rumilly-Vallières     | National 2            | 12          | 0           | -               | -               | -                 | -                 | 12    | 0     |
| 2022-2023             | GFA Rumilly-Vallières     | National 3            | 20          | 3           | 2               | 1               | -                 | -                 | 22    | 4     |
| 2023-2024             | GFA Rumilly-Vallières     | National 3            | 20          | 3           | 3               | 1               | -                 | -                 | 23    | 4     |
| 2024-2025             | GFA Rumilly-Vallières     | National 2            | 24          | 1           | 3               | 0               | -                 | -                 | 27    | 1     |
| Sous-total            | Sous-total                | Sous-total            | 84          | 7           | 14              | 6               | -                 | -                 | 98    | 13    |
| Total sur la carrière | Total sur la carrière     | Total sur la carrière | 206         | 16          | 21              | 7               | 3                 | 0                 | 230   | 23    |

## Palmarès
- Vainqueur de la Coupe d'Alsace en 2008
- Champion de National 3 en 2024 avec le GFA Rumilly-Vallières